# Ђорђе Поповић (сликар)
Ђорђе Поповић (Београд 1909 — Београд 1962) био је српски сликар, ликовни критичар и дипломата.

## Биографија
Основну школу је завршио у Француској а гимназију и Правни факултет у Београду.
Сликарство је учио у сликарској школи Јована Бијелића у периоду од 1928—1930. године, а уметничком критиком је почео да се бави 1934. године.
Критике је објављивао у новинама „Правда“, „Република“ и Борба. Пре рата је као и његов друг из Бијелићеве школе Пеђа Милосављевић службовао у дипломатској служби а после рата је био саветник у Комисији за културне везе са иностранством.